# چرنو موره (روستا)
چرنو موره (به بلغاری: Cherno More) یک منطقهٔ مسکونی در بلغارستان است که در بورگاس واقع شده‌است.